# Іваські
Іваські (пол. Iwaśki, нім. Iwaschken) — село в Польщі, у гміні Каліново Елцького повіту Вармінсько-Мазурського воєводства.
Населення — 98 осіб (2011).
У 1975-1998 роках село належало до Сувальського воєводства.

## Демографія
Демографічна структура станом на 31 березня 2011 року:
|          | Загалом | Допрацездатний вік | Працездатний вік | Постпрацездатний вік |
| -------- | ------- | ------------------ | ---------------- | -------------------- |
| Чоловіки | 48      | 10                 | 34               | 4                    |
| Жінки    | 50      | 10                 | 31               | 9                    |
| Разом    | 98      | 20                 | 65               | 13                   |